# Jorge Miguel Castro Monteiro
Jorge Miguel Castro Monteiro (Guimarães, 24 luglio 2003) è un calciatore portoghese, attaccante dell'Oliveirense.

## Carriera
Monteiro è cresciuto nei settori giovanili di Vitória Guimarães, Caçadores das Taipas, Vizela e Gil Vicente, dove è approdato nel 2020. Ha debuttato in prima squadra il 31 marzo 2023 nell'incontro di Primeira Liga perso 1-0 contro l'Estoril Praia. Il 12 novembre dello stesso anno ha segnato il suo primo gol nel pareggio per 1-1 contro il Rio Ave.
Nell'estate del 2024, dopo complessive 10 presenze ed una rete in prima divisione con il Gil Vicente, si trasferisce a titolo definitivo all'Oliveirense, club della seconda divisione portoghese.

## Statistiche

### Presenze e reti nei club
Statistiche aggiornate al 16 novembre 2023.
| Stagione        | Squadra         | Campionato      | Campionato | Campionato | Coppe nazionali | Coppe nazionali | Coppe nazionali | Coppe continentali | Coppe continentali | Coppe continentali | Altre coppe | Altre coppe | Altre coppe | Totale | Totale | Totale |
| Stagione        | Squadra         | Comp            | Pres       | Reti       | Comp            | Pres            | Reti            | Comp               | Pres               | Reti               | Comp        | Pres        | Reti        | Pres   | Reti   |        |
| --------------- | --------------- | --------------- | ---------- | ---------- | --------------- | --------------- | --------------- | ------------------ | ------------------ | ------------------ | ----------- | ----------- | ----------- | ------ | ------ | ------ |
| 2022-2023       | Gil Vicente     | PL              | 1          | 0          | CP+CdL          | 0               | 0               |                    | -                  | -                  |             | -           | -           | 1      | 0      |        |
| 2023-2024       | Gil Vicente     | PL              | 9          | 1          | CP+CdL          | 2+1             | 0               |                    | -                  | -                  |             | -           | -           | 12     | 1      |        |
| Totale carriera | Totale carriera | Totale carriera | 10         | 1          |                 | 3               | 0               |                    | -                  | -                  |             | -           | -           | 13     | 1      |        |